# Sumerki zhenskoy dushi
Sumerki zhenskoy dushi é um filme de drama russo de 1913 dirigido por Yevgeni Bauer.

## Enredo
O filme conta a história da jovem condessa Vera Dubrovskaya, que visita e ajuda os pobres. Um dia ela conhece o bêbado Maxim Petrov, que em vez de agradecê-la pela ajuda, a desonra. Incapaz de suportar isso, a condessa decide matá-lo.

## Elenco
- Nina Chernova...	Vera Dubovskaja
- A. Ugrjumov...	Dolskij
- V. Demert...	Maksim Petrov
- V. Brianski